# 28343 Florcalandra
28343 Florcalandra este o planetă minoră (asteroid), cu un diametru de 9,342 km, din centura de asteroizi. A fost descoperită pe 20 martie 1999 la Stația Anderson Mesa de Lowell Observatory Near-Earth-Object Search. 
Obiectul prezintă o orbită caracterizată de o semiaxă mare de 3,1176194 UAi, o excentricitate de 0,23, o înclinație de 16,47154 ° în raport cu ecliptica.